# Gran Premio Nobili Rubinetterie 2005
Il Gran Premio Nobili Rubinetterie 2005, ottava edizione della corsa e valida come evento dell'UCI Europe Tour 2005 categoria 1.1, si svolse il 24 agosto 2005 su un percorso di 184,8 km. La vittoria fu appannaggio dell'italiano Damiano Cunego, che completò il percorso in 4h34'20", precedendo l'ucraino Ruslan Pidhornyj ed il colombiano Félix Cárdenas.
Sul traguardo di Arona 41 ciclisti, su 153 partiti dalla medesima località, portarono a termine la competizione.

## Ordine d'arrivo (Top 10)
| Pos. | Corridore          | Squadra           | Tempo    |
| ---- | ------------------ | ----------------- | -------- |
| 1    | Damiano Cunego     | Lampre            | 4h34'20" |
| 2    | Ruslan Pidhornyj   | Tenax             | s.t.     |
| 3    | Félix Cárdenas     | Barloworld        | a 14"    |
| 4    | Mirko Celestino    | Domina Vacanze    | s.t.     |
| 5    | Paolo Bailetti     | 3C-Androni        | s.t.     |
| 6    | Gianluca Tonetti   | Tenax             | s.t.     |
| 7    | Manuele Spadi      | Ceramica Flaminia | a 24"    |
| 8    | Rene Mandri        | AG2R Prévoyance   | s.t.     |
| 9    | Salvatore Commesso | Lampre            | a 32"    |
| 10   | Giovanni Visconti  | Domina Vacanze    | s.t.     |